# 7-я гвардейская бригада (Хорватия)
7-я гвардейская бригада «Пумы» (хорв. 7. gardijska brigada "Pume") — воинское подразделение Национальной гвардии Хорватии (а позднее и сухопутных войск Хорватии) времён войны в Хорватии. За годы войны потеряла 97 убитыми и более 500 ранеными.

## История

### Боевой путь
В годы войны в 7-ю гвардейскую бригаду набирались жители Северо-Западной Хорватии. Бригада считалась самым мощным и успешным подразделением Хорватской армии, отличившись в ряде сражений во время войны в Хорватии. Участвовала в боях совместно с 4-й гвардейской бригадой за Западную Герцеговину, Загорцы и Клин; эти бои предопределили победу Хорватии в войне. В Боснии и Герцеговине 7-я бригада взяла Дрвар, Яйце и Мрконич-Град, после чего дошла до Баня-Луки, остановившись в 7 километрах от города (именно после этого было спешно заключено Дейтонское соглашение).
До мая 1995 года 7-я бригада совместно действовала с 4-й гвардейской бригадой на ливанийском направлении и Динаре, очень редко обороняясь. Примером её успешных боевых действий стала операция «Лето '95»: воодушевлённые войска 4 августа 1995 года начали наступление, 5 августа к 18:00 с ходу взяли Книн и подняли хорватский флаг над крепостью города. 7-я бригада была также основным участником операции «Мистраль» на территории Гламочко-Поля, Млиниште и Дрвара в сентябре 1995 года, и операции «Южное направление» в районе Шипово и Мрконич-Града в октябре 1995 года. Достигнув линии Мала-Маньяча — Бочац, бойцы 7-й бригады соединились с силами Хорватского совета обороны, вышли к Сплиту, откуда морским путём вернулись в Вараждин. С 17 октября 1995 года бригада несла службу в казарме Ивана Драшковича (Вараждин).
Бригада несла службу в течение 840 дней: из них в общей сложности 35 дней она провела в нападениях. Ею были заняты 748 км² территории Хорватии. Одновременно бригада занималась оснащением солдат новейшим оружием и техникой, а также обучала новобранцев и отстраивала военные и гражданские строения. Наиболее точную оценку действиям 7-й бригады в войне представил начальник штаба Павао Милявац, который утверждал, что они решали любую сложную задачу, непосильную другим подразделениям, даже несмотря на взрывной характер командира бригады Ивана Кораде.
В рамках реорганизации Вооружённых сил Хорватии две гвардейские бригады 1-го корпуса, а также 2-ю и 7-ю гвардейскую бригады было решено соединить в новое подразделение. 7 июля 2003 года бригада официально была расформирована, передав свои знамёна новому подразделению, взявшему имя 2-й бригады.
За годы войны за независимость Хорватии в 7-й бригаде служили 4100 солдат-срочников и около 450 ополченцев. Она потеряла 97 человек убитыми, около 100 были ранены. Один солдат до сих пор числится пропавшим без вести.

### Известные операции
- Операция «Масленица»
- Операция «Зима ’94»
- Операция «Прыжок 1»
- Операция «Прыжок 2»
- Операция «Лето ’95»
- Операция «Буря»
- Операция «Мистраль 2»
- Операция «Южное направление»